# Centoberamt Fulda
Das Centoberamt Fulda (auch Centfuld) war eine Gerichts- und Verwaltungseinheit des geistlichen Fürstentums Fulda und des Fürstentums Nassau-Oranien-Fulda sowie im Kurfürstentum Hessen.

## Geschichte

### Fulda
Das Centamt Fulda entsprach räumlich dem ursprünglichen Klosterbezirk bzw. der Zent Fulda. Innerhalb dieses Gebietes gewannen im Laufe der Zeit Teile gerichtliche und verwaltungsmäßige Unabhängigkeit. Die Stadt Fulda selbst bildete das Vizedomamt Fulda (für die weitere Unterteilung siehe dort), das Amt Giesel wurde eigenständig (siehe unten) und einzelne Orte wurden der Domkapitularsche Audienz, dem Propsteiamt Andreasberg, Propsteiamt Johannesberg und Propsteiamt Michelsberg unterstellt. Eine Reihe von ritterschaftlichen Vogteien, die sich in der Centfuld entwickelt hatten, wurden vom Stift zurückerworben und bestanden im 18. Jahrhundert nicht mehr. 
Im 18. Jahrhundert wurde das Amt als Oberamt bezeichnet. An seiner Spitze stand formal ein adliger Oberamtmann. Dieses Amt war aber zum Ende des HRR Sinekure. Oberster Beamter war faktisch vielmehr der Amtsvogt. Das Centoberamt Fulda und das Vizedomamt Fulda waren im 18. Jahrhundert in Personalunion verbunden.
Das Amt umfasste am Ende des HRR Bachrain, Bernhards, Besges, Bronnzell, Dietershausen, Dipperz, Dirlos, Dörmbach, Edelzell, Eichenzell, Finkenhain (Mordgraben), Friesenhausen, Giesel, Gläserzell, Haimbach, Horas, Istergiesel, Kämmerzell, Kerzell, Keulos, Kohlhaus, Künzell, Lehnerz (teilweise), Löschenrod, Lüdermünd, Maberzell, Margretenhaun (zur Hälfte), Melzdorf, Mittelrode, Niederrode, Niesig, Oberrode, Reinhards, Rex, Rodges, Rönshausen, Rothemann, Sickels, Steinau, Steinhaus, Welkers, Wissels, Wisselsrod und Ziegel.

#### Amt Giesel
Giesel bildete bis 1687 einen eigenen Verwaltungsbezirk in der Zent Fulda und verfügte von 1439 bis zum Ende des HRR auch die Hochgerichtsbarkeit. 1340 ließ Abt Heinrich von Hohenberg eine Burg in Giesel erbauen, die zum Zentrum des Amtes wurde. Unter der Vielzahl von Verpfändungen des Amtes ragt die von 1439 heraus, da damals der Fürstabt die hochgerichtliche Loslösung von der Zent Fulda verfügte. Bis zum Ende der HRR hatte Giesel daher ein eigenes Rüge- oder Walpurgisgericht. Das Amt bestand nur aus dem Dorf Giesel und der heutigen Wüstung Silings. 1687 wurde es verwaltungsmäßig der Centfuld unterstellt.

### Fürstentum Nassau-Oranien-Fulda
Das Fürstentum Nassau-Oranien-Fulda entstand aufgrund des Reichsdeputationshauptschlusses 1803. In Bezug auf die Rechtsprechung und Verwaltung wurde mit der Landesherrlichen Verordnung die Ober= und Ämter betreffend vom 8. Januar 1803 eine Neuorganisation der bestehenden Ämter vorgenommen. Das Centoberamt Fulda verlor den centfuldischen Teil Margretenhauns wurde um die Dörfer kapitularischer oder propsteilicher Gerichtsbarkeit im Gebiet des Centoberamtes Fulda erweitert. Da das Centoberamt Fulda mit den zusätzlichen Orten zu groß geworden war, wurde es geteilt. Der Fluss Fulda bildete die Grenze zum neu gebildeten Centoberamt Johannesberg. Das Centoberamt Fulda trug nun die Bezeichnung eines Amtes I. Klasse.

### Großherzogtum Frankfurt
1806 wurde das Fürstentum Nassau-Oranien-Fulda französisch besetzt und 1810 Teil des Großherzogtums Frankfurt. In der Franzosenzeit gehörte das Amt als Distriktsmairie Fulda-Land zum Departement Fulda, an der Struktur änderte sich nichts (siehe hierzu Gerichtsorganisation im Großherzogtum Frankfurt). Insbesondere die Trennung der Rechtsprechung von der Verwaltung wurde nicht eingeführt.

### Kurhessen
Gemäß der Schlussakte des Wiener Kongresses vom 9. Juli 1815 ging das Amt an das Königreich Preußen über. Dieses übertrug das Amt am 16. Oktober 1815 an das Kurfürstentum Hessen. Das Centoberamt Fulda wurde mit dem Centoberamt Johannesberg und der Hälfte des Amtes Bieberstein zum Landamt Fulda vereinigt. Gleichzeitig gab es einige Ort an das Amt Neuhof ab. Es bestand nun aus Allmus, Almendorf, Armenhof, Bachrain, Bernhards, Besges, Bieberstein, Böckels, Bronnzell, Dassen, Dietershan, Dietershausen, Dipperz, Dirlos, Dörmbach, Edelzell, Egelmes, Eichenzell, Elters, Engelhelms, Finkenhain, Florenberg, Friesenhausen, Giesel, Gläserzell, Gruben, Haimbach, Harmerz, Hattenroth, Hofbieber, Horas, Istergiesel, Johannesberg, Kämmerzell, Keulos, Kohlgrund, Kohlhaus, Külos, Künzell, Langenbieber, Lehnerz, Lüdermünd, Maberzell, Margrethenhaun, Melters, Melzdorf, Mitterode, Neuenberg, Niederbieber, Niederrode, Niesig, Oberrode, Petersberg, Pilgerzell, Reinhards, Rex, Rodges, Rönshausen, Sickels, Steens, Steinau, Steinhaus, Stöckels, Tiefengruben, Traisbach, Weihershof, Welkers, Wiesen, Wissels, Wesselsrod, Wolferts, Zell und Zirkenbach.
Die Größe des Landamtes Fulda wurde als Mangel angesehen. Durch Bekanntmachung vom 28. September 1818 wurde das Amt geteilt. Es entstand ein getrenntes Amt Bieberstein. Dieses Amt umfasste: Allmus, Almendorf, Böckels, Dietershausen, Dipperz, Dirlos, Dörmbach, Egelmes, Elters, Friesenhausen, Gruben, Hofbieber, Keulos, Kohlgrund, Jülos, Langenbieber, Magretenhaun, Melzdorf, Niederbieber, Rex, Steens, Steinau, Steinhaus, Traisbach, Weihershof, Wiesen, Wissels, Wisselsrod, Wolferts.
1822 wurde die Trennung der Rechtsprechung von der Verwaltung vorgenommen. Die Verwaltungsfunktionen gingen auf den Kreis Fulda über, die Gerichtsfunktion auf das Justizamt Fulda.

## Persönlichkeiten
- Oberamtmann Ludwig Freiherr von Karg (1800)
- Amtsverweser Franz Christoph Wolter (1800)